# Marvari
Marvari är ett språk som talas i den indiska delstaten Rajastan. Språket talas också i grannstaten Gujarat samt i östra Pakistan. De två former av marvari som talas i Pakistan skiljer sig dock en hel del från den variant som talas i Indien, varför det är omtvistat om det skall räknas som samma språk. Inklusive de marvaritalande i Pakistan finns omkring 13 miljoner människor som har språket som sitt förstaspråk.

## Språkliga släktskap
Språk i Rajastan som är besläktade med Marvari är:  Gojri, Shekhawati, Hadoti, Dhundhari, Mewari, Brij, Bagri, Wagri och Mewati. Forskning om hur detta kluster av besläktade språk skall kategoriseras pågår. Det har 50-60 procents lexikalisk likhet med Hindi.

## Språkhistoria
Marvari har en 1500-årig historia som skriftspråk आ भाषा विश्‍व मुख्‍य भाषाओं रे मांयने सुं एक है। जिणरी बोली घणी मीठी है।.